# Aurelle Awona
Marie Aurelle Awona, född den 2 februari 1993, är en kamerunsk fotbollsspelare. Efter att ha representerat Frankrike på U-16 och U-19-nivå gjorde hon debut i det kamerunska landslaget under 2015.
Awona har deltagit i två världsmästerskap, 2015 och 2019.